# Blade (videogioco)
Blade è un videogioco del 2000 pubblicato da Activision per PlayStation. Ispirato al film omonimo del 1998, vede come protagonista il cacciatore di vampiri Blade interpretato da Wesley Snipes. La versione per Game Boy Color del gioco è stata realizzata da HAL Laboratory.